# Metamorfosis (álbum de Vega)
Metamorfosis es el tercer álbum de estudio de la cantante española Vega. Este trabajo, que salió a la venta el 28 de abril de 2009, entró en el puesto número 12 de los cien discos más vendidos en España, mejorando la entrada de su anterior trabajo Circular. «Mejor mañana» fue la primera canción elegida para promocionar este nuevo álbum, lleno de energía, alegría y dinamismo, según la nota oficial publicada en el MySpace de la cantante El videoclip del sencillo, que se rodó en las coloridas calles del barrio de La Boca, en Buenos Aires (Argentina), superó el millón de visitas en YouTube y fue usado como melodía para diversos programas de televisión y campañas de publicidad en España.
Tras «Cuanta decepción», el tercer sencillo de Metamorfosis fue «Lolita», cuyo vídeo fue rodado en Tokio, coincidiendo con el periplo asiático que la cantante realizó por Kyoto, Manila y la Isla de Boracay. La canción se puso a la venta en iTunes como sencillo, acompañada de una canción inédita titulada «Subida a un escenario», que hasta ese momento sólo había sido interpretada en algunos de sus conciertos. El cuarto, y último, sencillo elegido para cerrar la promoción de este tercer álbum fue «Nueva York», una canción escrita entre mayo y julio de 2008. La cantante contó con el apoyo de la bebida Maeloc para el lanzamiento de este sencillo. El correspondiente vídeo fue grabado en la ciudad de Nueva York.
Aunque Metamorfosis no logró ninguna certificación por sus ventas, el tercer trabajo de Vega consiguió mantenerse, al menos, 19 semanas en la lista de los álbumes más vendidos en España.

## Lista de canciones
| N.º | Título               | Música         | Duración |  |
| 1.  | «Lolita»             | Mercedes Mígel | 3:34     |  |
| 2.  | «Mejor mañana»       | Mercedes Mígel | 3:30     |  |
| 3.  | «Nueva York»         | Mercedes Mígel | 3:39     |  |
| 4.  | «Cuanta decepción»   | Mercedes Mígel | 3:57     |  |
| 5.  | «Nada es infinito»   | Mercedes Mígel | 4:11     |  |
| 6.  | «Dentro»             | Mercedes Mígel | 3:23     |  |
| 7.  | «Princesa de cuento» | Mercedes Mígel | 3:25     |  |
| 8.  | «Te tengo a ti»      | Mercedes Mígel | 4:38     |  |
| 9.  | «Mágico»             | Mercedes Mígel | 4:05     |  |
| 10. | «Faro de guía»       | Mercedes Mígel | 4:10     |  |
| 11. | «A salvo»            | Mercedes Mígel | 3:41     |  |

## Posiciones y certificaciones

### Semanales
| País   | Ranking         | Primera semana | Posición de ingreso | Mejor posición | Semanas en la mejor posición | Semanas en el ranking | Última semana |
| ------ | --------------- | -------------- | ------------------- | -------------- | ---------------------------- | --------------------- | ------------- |
| Europa |                 |                |                     |                |                              |                       |               |
| España | Top 100 álbumes | 12             | 12                  | 12             | 1                            | 19                    | 80            |

### Copias y certificaciones
| País   | Proveedor  | Año | Certificación | Copias certificadas (según IFPI) |
| Europa |            |     |               |                                  |
| España | Promusicae | -   | -             | -                                |